# Реформатская церковь Оберварта

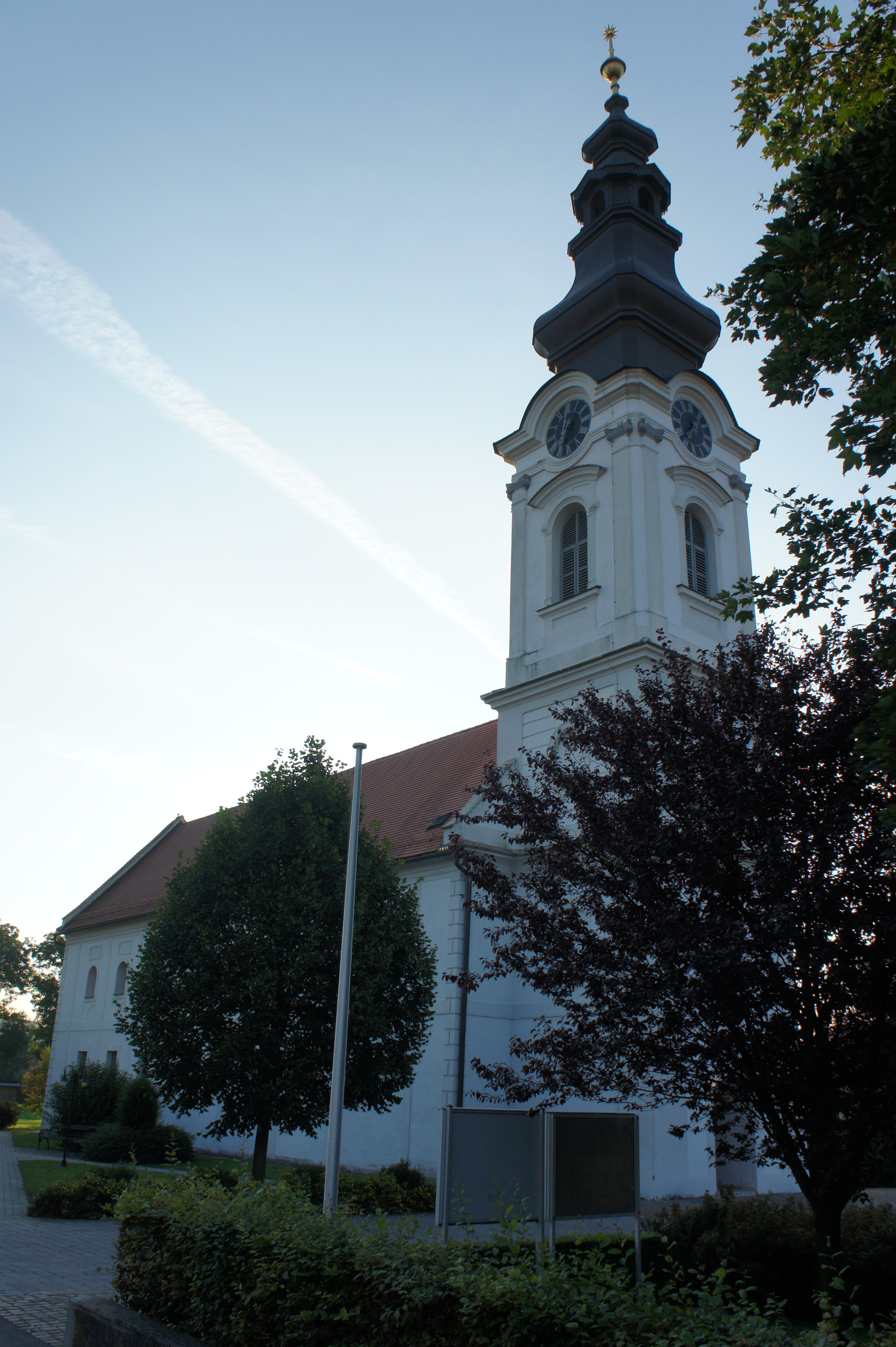
Реформатская церковь Оберварта (внешний вид)

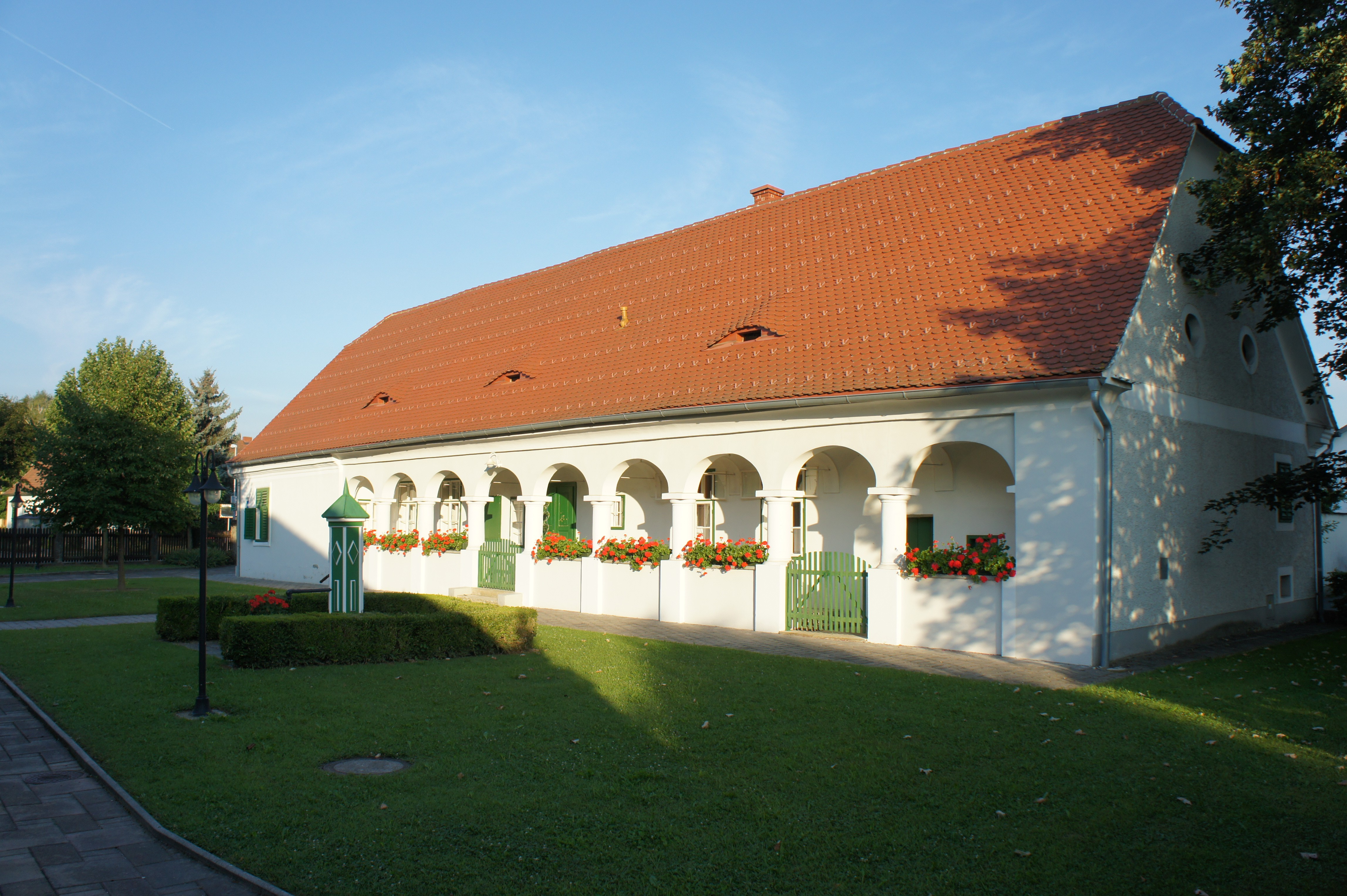
Старый приходской дом (1784)

Реформатская церковь Оберварта (нем. Reformierte Kirchengemeinde Oberwart, Reformierte Kirche Oberwart) — кальвинистская (пуританская) реформатская церковь и одна из девяти реформатских приходских общин Евангелической церкви Гельветского исповедания Австрии (Реформатская (евангелическая) приходская община Оберварта) (нем.). Храм расположен в городе Оберварт австрийской федеральной земли Бургенланд и является старейшей непрерывно действующей протестантской кирхой не только Евангелической церкви Гельветского исповедания, но и всей протестантской церковной организации в современной Австрии.
Первоначально чисто венгероговорящее сообщество было присоединено к Австрии после Первой мировой войны благодаря созданию новой федеральной земли Бургенланд и в настоящее время является ценной частью Евангелической церкви Гельветского исповедания в Австрии.

## Общие сведения
- Юридический адрес прихода[1][3]: A - 7400 Оберварт,  Реформирте-Кирхенгассе, 16, тел. +43 (3352) 32416
- Географические координаты[4]: 47°17′15″ с. ш. 16°12′11″ в. д.HGЯO.
- Пастор (2016) с 1992 года: Дьюти Ласло (Gúthy László).[1]

## Здание
В связи с особыми обстоятельствами, во времена Контрреформации, реформатской общине Оберварта удалось выжить и проводить свои обряды с официального молчаливого согласия с 1681 года в деревянном безгвоздевом строении церкви. Существующая церковь была построена в качестве преемника в 1771-1772 гг. и открыта 10 января 1773 года. Башня была построена только в 1810 году, а орган к юбилею — столетию. Часы были установлены на башню в 1907 году. В 1990 году состоялся внутренний ремонт с восстановлением традиционного кальвинистского интерьера. Внешняя реконструкция проходила с 1998 по 1999 год.

## Приход
Евангелический церковный приход Гельветского исповедания Оберварт территориально охватывает всю территорию федеральной земли Бургенланд, а также бывший политический округ Хартберг, расположенный в федеральной земле Штирия.
Реформатская община Оберварта сегодня насчитывает 1.500 прихожан (на 31 декабря 2009 года — 1.446 прихожан). Обряды и общественная деятельность осуществляется на немецком и на венгерском языках.
- Географические координаты приходской общины "Гельветского исповедания" Оберварта: 47°17′15″ с. ш. 16°12′09″ в. д.HGЯO

## Внешние ссылки
- Официальный сайт  (нем.)
- Географические координаты Реформатской церкви Оберварта: 47°17′15″ с. ш. 16°12′11″ в. д.HGЯO.